# 럼동성
럼동성(베트남어: Tỉnh Lâm Đồng)은 베트남 중부 고원 지방의 성이다. 중부 고원지대 떠이 응우옌의 산간부에 위치하며, 성도인 달랏은 피서지로서 프랑스 식민지 시대부터 개발되었다. 남부에 깟띠엔 고고학 유적지(깟띠엔 국립공원 내)이 있다. 꽃·과수·야채의 재배가 발달하였고, 화훼는 일본 등지에도 수출되고 있다.

## 지리
럼동성은 동쪽으로 카인호아성, 닌투언성과 경계를 접하고 남서쪽으로는 동나이성, 남동쪽으로는 빈투언성, 북쪽으로는 닥락성, 북서쪽으로는 닥농성과 경계를 이룬다. 중앙 고원에서 캄보디아와 접경하지 않는 유일한 성이다.
럼동성의 북쪽에는 양봉 산맥이 있으며 가장 높은 봉은 1749m이다. 남쪽 산맥은 단세나봉(Đan Sê Na)이 1950m 높이, 랑비앙봉이 2163m, 혼자오 봉(Hòn Giao)이 1948m 높이이다. 두 산맥의 남쪽에는 럼비엔고원이 있으며, 이곳에는 1475m 높이의 달랏시가 있다. 지방의 동쪽과 남쪽에는 1010m 높이의 지린고원이 있으며, 지형은 상당히 평평하고 밀도가 높으며 라응아강이 원천이다.

## 행정 구역
하나의 시와 하나의 타운 그리고 10개의 구로 나뉜다.

### 시
- 달랏 (Đà Lạt / 多樂)
- 바오록 (Bảo Lộc / 保祿)

### 현
- 바오럼현 (Bảo Lâm / 保林)
- 깟띠엔현 (Cát Tiên / 吉仙)
- 지린현 (Di Linh / 夷靈)
- 다화이현 (Đạ Huoai)
- 다떼현 (Đạ Tẻh)
- 담롱현 (Đam Rông / 丹龍)
- 던즈엉현 (Đơn Dương / 單陽)
- 득쫑현 (Đức Trọng / 德重)
- 락즈엉현 (Lạc Dương / 樂陽)
- 럼하현 (Lâm Hà / 林河)

## 경제
경제는 주로 농업에 기반을두고 있으며, 차, 커피 및 야채가 주요 농산물이다. 럼동성은 주요 도시인 달랏으로도 유명하다. (럼동성, 2011년 300만 명의 관광객 유치)
럼동성의 GDP는 2011년에 거의 10억 달러에 달한다.
지방 경쟁력 지수 2011에서 럼동성은 베트남 63개 성 중 54위를 기록했다.

## 관광지
- 깟띠엔 국립공원
- 비도웁 누이바 국립공원

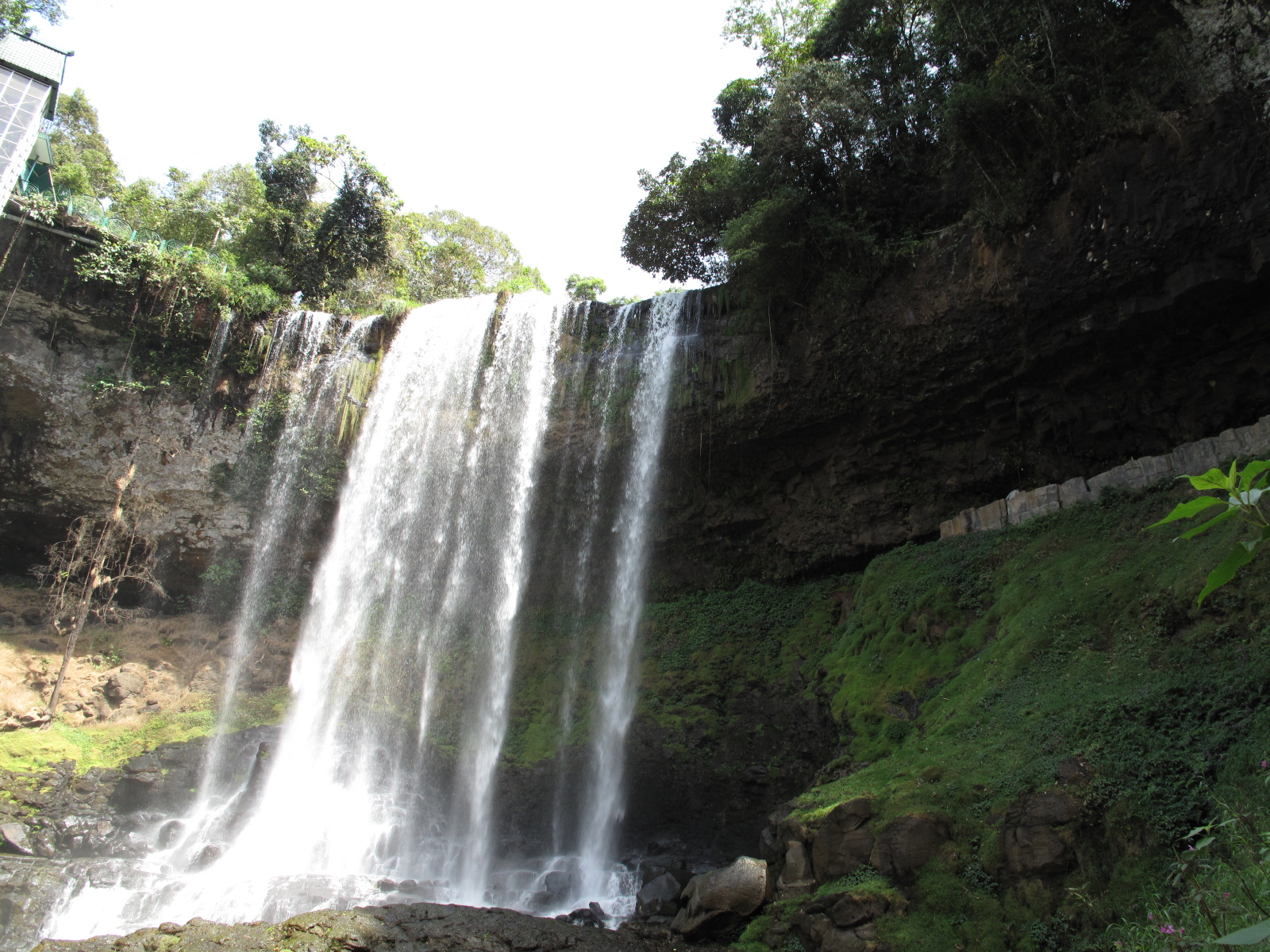
담브리 폭포

- 럼동성의 폭포 (깜리 폭포, 프렌 폭포, 다딴라 폭포 등)
- 랑비앙산
- 뚜옌럼 호수
- 사랑의 계곡 (사랑의 계곡)
- 깟띠엔 고고학 유적지
- 린프억 사원 (Chùa Linh Phước, 靈福寺)

## 교통
지형은 주로 산길이지만 도로 교통 시스템은 여전히 럼동성 전체에 고르게 분포되어 있다. 럼동성의 도로는 20번 국도, 28번 국도, 55번 국도, 27번 국도가 있다. 다당강, 동나이강, 라응가강, 다낭강과 같은 큰 강이 흐르지만, 유속이 매우 높고, 짧고 가파르기 때문에 수로 운송에 편리하지 않다.
반면에, 도로에 비해 항공은 베트남 항공, 메콩 항공과 비엣젯 항공은 다낭에서, 그리고 직항 노선이 하노이와 호치민시를 이어주는 리엔크엉 국제공항이 달랏시 외곽에 위치해 있다.

## 같이 보기
- 베트남의 행정 구역